# 3-Methyluridin
3-Methyluridin (m3U) ist ein seltenes Nukleosid und kommt in der rRNA vor. Es besteht aus der β-D-Ribofuranose (Zucker) und der Nukleinbase 3-Methyluracil. Es ist ein Derivat des Uridins, welches in 3-Position methyliert ist. Aufgrund der Methylierung in der 3-Position ist eine Basenpaarung nicht möglich.